# Delyan Point
Delyan Point är en udde i Antarktis. Den ligger i Sydshetlandsöarna. Argentina, Chile och Storbritannien gör anspråk på området.
Terrängen inåt land är huvudsakligen bergig, men österut är den kuperad. Havet är nära Delyan Point norrut. Trakten är obefolkad. Det finns inga samhällen i närheten. 